# Papiro di Ossirinco 29
Il papiro di Ossirinco 29 (P. Oxy. I 29) è un frammento di un rotulus di papiro contenente il secondo libro degli Elementi di Euclide in greco.
È stato originariamente datato alla fine del terzo secolo o all'inizio del quarto secolo mentre studi più recenti lo collocano tra il 75 e il 125.
Fu rinvenuto nel 1897 a Ossirinco da Grenfell e Hunt che pubblicarono il testo nel 1898.
È custodito presso la University of Pennsylvania Museum of Archaeology and Anthropology a Filadelfia.

## Descrizione
Il manoscritto è stato scritto in lettere onciali inclinate e irregolari, senza iota ascritto e con lievi errori di ortografia.
Il frammento misura 85 per 152 mm. e riporta l'enunciato della quinta proposizione del secondo libro degli Elementi illustrata da un diagramma privo di didascalia e una piccola parte della proposizione precedente;
la dimostrazione non è presente.
La traduzione dell'enunciato è:
“Se una linea retta è divisa in parti uguali e disuguali, il rettangolo compreso dai segmenti disuguali della linea, insieme col quadrato della parte tra i punti di divisione, è uguale al quadrato della metà.”